# Palacio Municipal de San Pedro Tlaquepaque
El Palacio Municipal de San Pedro Tlaquepaque es un edificio histórico y emblemático ubicado en San Pedro Tlaquepaque, que es uno de los municipios de la Zona Metropolitana de Guadalajara, en el estado de Jalisco, México. Tlaquepaque es conocido por su rica tradición artesanal, particularmente en cerámica, vidrio soplado y otras artesanías mexicanas. Es un destino popular para turistas que visitan Guadalajara y buscan una experiencia auténticamente mexicana.
El Palacio Municipal, como muchos otros en México, se encuentra en el centro de la localidad y es sede del gobierno municipal. A menudo, estos palacios están acompañados por una plaza o jardín principal, que en el caso de Tlaquepaque es el Jardín Hidalgo.
Aunque Tlaquepaque es más conocido por sus artesanías y su ambiente bohemio y folclórico, su Palacio Municipal es un recordatorio de la historia y tradición cívica de la región. Si visitas Tlaquepaque, además de explorar sus numerosas tiendas, talleres y restaurantes, te recomendaría dar un paseo por el centro histórico para apreciar también su arquitectura y ambiente tradicional.

## Murales
- Mural de la Historia de Fuego: Este mural, creado al borde del cambio de milenio, sugiere una reflexión sobre el paso del tiempo y las expectativas en torno a la llegada del año 2000. El hecho de que se divida en pasado, presente y futuro sugiere una representación cronológica de eventos o quizás de la evolución cultural, social o política de la región o del país. El "fuego" en el título podría simbolizar la pasión, el cambio, la destrucción y la renovación, temas recurrentes en muchas culturas al reflexionar sobre el paso del tiempo.

- Mural Xólotl: La mención del dios Xólotl indica una conexión con la mitología azteca. Xólotl es a menudo asociado con la muerte, la transformación y el renacimiento. La inclusión de símbolos patrios y figuras históricas sugiere que el mural puede ser una reflexión sobre la identidad nacional y local, y cómo el pasado prehispánico y el período colonial y moderno se entrelazan para formar la identidad contemporánea.

Para obtener una descripción detallada y una interpretación adecuada de estos murales, te recomendaría contactar directamente a expertos locales o al municipio de Tlaquepaque, quienes podrían ofrecer más detalles o incluso guías que han estudiado e interpretado estos murales en su contexto.